# ハズラット・フセイン・シャー・ワリ
ハズラット・フセイン・シャー・ワリは、クトゥブ・シャーヒー王国の貴族。
彼は、偉大なスーフィー信者であり、イブラヒム・クリ・クトゥブ・シャーの娘婿でもあった。フセイン・サガール建設を指揮・監督し、完成させたことで今日も名を残している。彼は、アブドゥル・クトゥブ・シャー治世中に没した。その墓は、ハイデラバード-ボンベイ（ムンバイ）ロード（国道9号線）へ向かう途中のゴルコンダの近くにある。